# Barbus carottae
Barbus carottae är en fiskart som först beskrevs av Bianco, 1998.  Barbus carottae ingår i släktet Barbus och familjen karpfiskar. Inga underarter finns listade.